# حزب الوحدة والتقدم
حزب الوحدة والتقدم (بالفرنسية: Parti de l'unité et du progrès) هو حزب سياسي في غينيا. كان هذا الحزب هو الحزب الحاكم أثناء حكم الرئيس السابق لانسانا كونتي والذي حكم غينيا منذ عام 1984 وحتى وفاته في ديسمبر 2008. وبعد وفاة كونتي في 22 ديسمبر 2008 انتقل الحكم فورا إلى الجيش وانتتهت بذلك سيادة حزب الوحدة والتقدم٬ كما قل نفوذ الحزب بعد الانقلاب.

## المصدر
1. ↑  "معلومات عن حزب الوحدة والتقدم على موقع id.loc.gov". id.loc.gov. مؤرشف من الأصل في 2019-12-18. {{استشهاد ويب}}: |archive-date= / |archive-url= timestamp mismatch (مساعدة)
2. ↑  "معلومات عن حزب الوحدة والتقدم على موقع thesaurus.ascleiden.nl". thesaurus.ascleiden.nl. مؤرشف من الأصل في 2019-12-15.